# Hard Rock Cafe
Hard Rock Cafe is een restaurantketen, opgericht in 1971 door Isaac Tigrett en Peter Morton. Ze openden hun eerste Hard Rock Cafe nabij Hyde Park Corner in Londen, in een voormalige Rolls Royce-showroom, waar ze in 1979 de muren begonnen te bekleden met Rock-'n-roll-posters.

## Geschiedenis

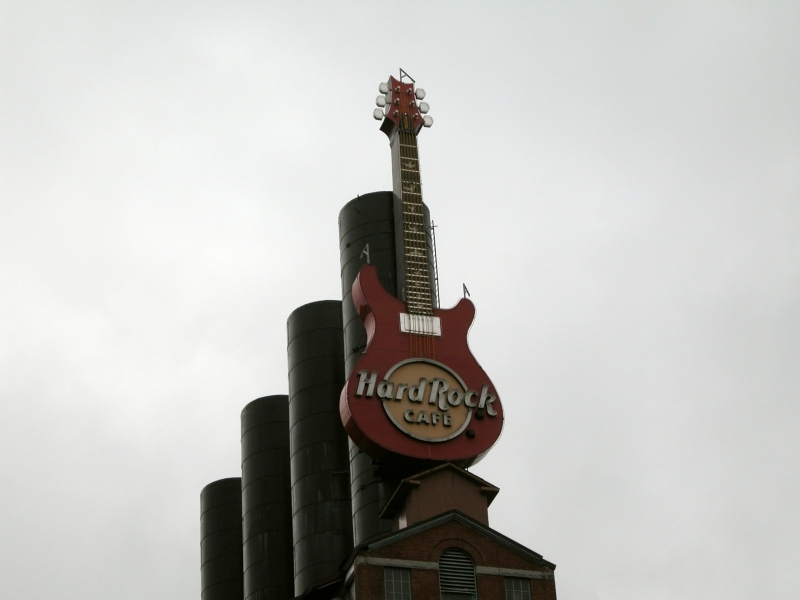
Hard Rock Cafe in Baltimore

Het motto van Hard Rock Cafe is "Love All, Serve All", een citaat van Tigretts goeroe Sathya Sai Baba.

### Over de hele wereld
De tweede plaats met een Hard Rock Cafe was Toronto, Canada (1978). 
De keten begon de wereldse expansie in 1982, toen de twee oprichters akkoord gingen hun keten wereldwijd te ontwikkelen. Morton opende Hard Rocks in Los Angeles, San Francisco, Chicago en Houston, terwijl Tigrett er in New York, Dallas, Boston, Washington, Orlando, Parijs, Berlijn en Sydney opende. Ondertussen verkocht Tigrett zijn aandelen aan Mecca Leisure.
In 1990, kocht Rank Organisation (nu The Rank Group) Mecca Leisure en zette de expansie voort. Enkele jaren later bezaten ze ook Mortons Hard Rock Cafes. In 2022 waren er 175 vestigingen in meer dan 70 landen. Hard Rock was het populairst in de jaren tachtig toen het een bekende hobby was de Hard Rock Cafe T-shirts te kopen met daarop het logo en de stad eronder. Nu is het verzamelen van pins erg in. Zo kan men in elke Hard Rock-stad de pin met het logo en daaronder de naam van de stad kopen. Ook biedt elk Hard Rock Cafe andere pins aan, waaronder afbeeldingen van gitaren met de typische kenmerken van de stad.

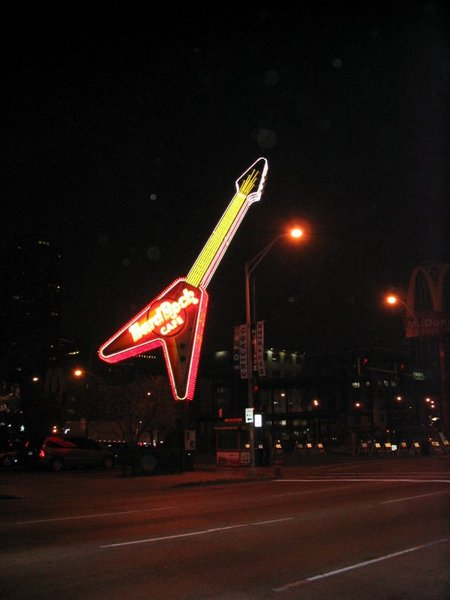
Een Hard Rock Cafe-symbool in Chicago, Illinois

In december 2006 werd de Hard Rock Cafe-keten, met uitzondering van de eerste vestiging, overgenomen voor 725 miljoen dollar door de Seminoles (een indianenstam in Florida) als aanvulling op hun casinobusiness.

### Hard Rock gaat verder
Hard Rock is nu ook begonnen met de bouw van hotels en casino's met de bedoeling nog meer mensen aan te trekken.
- Hard Rock Hotel & Casino, Hollywood, Florida
- Hard Rock Hotel & Casino, Tampa, Florida
- Hard Rock Hotel & Casino, Biloxi (officieel was de opening in 2005, maar door Katrina uitgesteld)
- Hard Rock Hotel & Casino, Las Vegas, Nevada
- Hard Rock Casino, Londen, Verenigd Koninkrijk
- Hard Rock Hotel, Sentosa, Singapore

Hard Rock International kondigde op 31 maart 2006 aan dat ze een Hard Rock Park, een pretpark, in Myrtle Beach, South Carolina zouden openen in de lente van 2008. De bouw begon op 13 juli 2006 met een grote ceremonie.

## Hard Rock Cafe in Nederland en België
In Nederland heeft Amsterdam een Hard Rock Cafe sinds 20 maart 1999. België heeft een Hard Rock Cafe in Brussel sinds 31 juli 2012, gevestigd op de Grote Markt van Brussel. Dit was de tweede vestiging die in België de deuren opende. De eerste was in Antwerpen. Die sloot in april 1997 en heropende in september 2017, opnieuw op de Groenplaats, enkele panden verwijderd van de originele vestiging. In oktober 2023 sloot het Hard Rock Café op de Groenplaats opnieuw definitief de deuren.